# روزماري سعيد زحلان
روزماري سعيد زحلان (بالإنجليزية: Rosemarie Said Zahlan)‏ (20 أغسطس 1937 - 10 مايو 2006) مؤرخة مسيحية فلسطينية أمريكية مختصة بدراسات دول الخليج العربي. وهي شقيقة إدوارد سعيد. بالإضافة إلى كتبها، كتبت روزماري أيضا لفاينشيال تايمز، مجلة الشرق الأوسط ، المجلة الدولية لدراسات الشرق الأوسط وموسوعة الإسلام.
ولدت روزماري سعيد في القاهرة عام 1937، وهي الأخت الكبرى لأربع شقيقات. و كان والدها وديع سعيد رجل أعمال فلسطيني مسيحي ثري ومواطن أمريكي ، بينما والدتها من الناصرة من أصل لبناني وفلسطيني. درَّست روزماري الموسيقى في كلية برين ماور للمرأة بولاية بنسلفانيا حيث تعلمتها؛ لكنها لم تمارس المهنة نتيجة لحادث سيارة أدى إلى إصابة يديها وكسر عدة فقرات في ظهرها، مما جعل مهنة روزماي الموسيقية كعازفة بيانو أمر مستحيل.
بعد برين ماور، درست روزماري لفترة من الوقت في القاهرة. ثم ذهبت إلى بيروت حيث ألقت محاضرات عن التاريخ الثقافي والموسيقي في الجامعة الأمريكية في بيروت و كلية بيروت للمرأة. بعد بيروت ذهبت إلى لندن وحصلت على شهادة الدكتوراه (حول طريق البحر الأحمر إلى الهند في القرن التاسع عشر، جورج بالدوين)، في كلية الدرسات الشرقية والأفريقية.
تزوحت روزماري سعيد زحلان من أنطوان زحلان، فيزيائي أكاديمي فلسطيني من حيفا. وقد دافعوا معا عن مشروع مكتبة غزة لتوريد الكتب إلى فلسطين. وكانت روزماري أيضا راعية لحملة التضامن الفلسطينية في بريطانيا، ووفقا لما ذكرته صحيفة التايمز، «قلقها الدائم طوال حياتها كان لفلسطين ومعاناة الشعب الفلسطيني».

## منشوراتها
- روزماري سعيد زحلان: نقل التكنولوجيا والتغيير في العالم العربي : وقائع ندوة لجنة الأمم المتحدة الاقتصادية لغرب أسيا أكسفورد، المملكة المتحدة : نشرت لصالح الأمم المتحدة من قبل صحافة بيرغامون، 1978.
- روزماري سعيد زحلان: أصول دولة الإمارات العربية المتحدة. التاريخ السياسي والاجتماعي للولايات المتصالحة ماكميلان، نيويورك، 1978.
- روزماري سعيد زحلان: إنشاء قطر. لندن: روتليدج 1979، (أُعيد طبعه، 1989).
- روزماري سعيد زحلان: صناعة دول الخليج الحديثة: الكويت، البحرين، قطر، الإمارات العربية المتحدة وعمان. إيثاكا بريس، 1998.
- مراجعة كتاب من قبل بروكس ورامبلمير ؟، في مجلس سياسة الشرق الأوسط.